# Právnická osoba
Právnická osoba je právní pojem, který se vedle pojmu fyzická osoba, tedy člověka, používá pro jeden ze dvou typů právních subjektů.
Právnická osoba je vymezena například v § 118 až 488 českého občanského zákoníku, v § 21 sq. německého občanského zákoníku (BGB) a § 26 rakouského občanského zákoníku (ABGB). Paragraf 26 ABGB ovšem definuje „morální osobu“ (die moralische Person) a rozděluje na povolené a nepovolené společnosti. Samotný termín „die juristische Person“ nebo „die rechtwissenschaftliche Person“ se nikde v ABGB nevyskytuje. Tento občanský zákoník znal pouze fyzické osoby a výdělečná sdružení (podle hl. 27). Platil do konce roku 1950, nikdy nevyšel ve sbírce zákonů česky a jeho úřední znění je německé, otištěné v říšské sbírce zákonů (viz ustanovení uvozovacího dekretu k ABGB). S pojmem „právnická osoba“ se operovalo už za první republiky, nebyl zakotven v zákoně a chápání bylo jiné než dnes.

## Právnická osoba v českém právu

### Stručná historie
Původně lidé svůj majetek spravovali sami, přestože je z římského práva známa existence obdobných entit, není možné dohledat, zda měly právní osobnost a byly tedy subjektem práva tak, jak jsou chápány dnes. Ve středověku vznikaly subjekty především při správě věcí hanzovních, církevních či univerzitních. Nedá se však ještě mluvit o právní osobnosti v pravém slova smyslu, jelikož vznikaly zejména za účelem ochrany proti zásahům autority, nejčastěji panovníka.
Vznik skutečné právní osoby je zapříčiněn vývojem obchodu za dob průmyslové revoluce, kdy zejména obchodníci při rozvíjení velkých projektů hledali nástroje, jak omezit riziko ztráty vlastního majetku v případě neúspěchu.

### Definice podle občanského zákoníku
Podle § 20 odst. 1 občanského zákoníku (č. 89/2012 Sb.) je právnická osoba definována jako: „organizovaný útvar, o kterém zákon stanoví, že má právní osobnost, nebo jehož právní osobnost zákon uzná. Právnická osoba může bez zřetele na předmět své činnosti mít práva a povinnosti, které se slučují s její právní povahou.“
Toto základní vymezení sleduje funkční a organizační hledisko. Organizační útvar lze chápat jako strukturu, která existuje jakožto nástroj lidské činnosti nezávisle na právu. Právní osobnost poté značí způsobilost vystupovat v právních vztazích vlastním jménem a nést majetkovou odpovědnost z těchto vztahů vznikající.
Právnická osoba má právní osobnost (způsobilost mít práva a povinnosti) už od okamžiku svého vzniku, a to v plném rozsahu, ledaže je omezena zákonem. Za právnickou osobu ovšem jejím jménem jednají osoby fyzické, tzv. statutární orgány nebo pověření zaměstnanci či členové. K jejímu vzniku je obvykle potřeba písemná smlouva nebo zakladatelská listina a vzniká zásadně dnem zápisu do veřejného nebo jiného rejstříku. Při vzniku je třeba určit její název, který pak požívá zákonné ochrany, a sídlo.
Právnická osoba zaniká dnem výmazu z veřejného rejstříku. Právnická osoba, která nepodléhá zápisu do veřejného rejstříku, zaniká skončením likvidace. Účelem likvidace je vypořádat majetek zrušené právnické osoby, vyrovnat dluhy věřitelů a naložit s čistým majetkovým zůstatkem, jenž vyplyne z likvidace.

### Typy právnických osob
Právnické osoby se ve svém základu dělí na právnické osoby soukromého práva a právnické osoby veřejného práva, podle toho, v jakém zájmu jsou ustaveny. Veřejnoprávní právnické osoby konkretizují zvláštní zákony, vždy se lze setkat s veřejnoprávními korporacemi, např. jednotkami územní samosprávy, tedy obcemi a kraji.
Soukromé právo obecně rozlišuje tři typy právnických osob:
1. soukromoprávní korporace – z nich občanský zákoník výslovně upravuje spolky,[11] ale v obchodním právu existují rozličné obchodní korporace. Jejich podstatou je organizované společenství jiných osob, tvoří je členové nebo společníci, podstatná je tedy jejich osobní složka (corpus = tělo).
2. fundace – typicky nadace či nadační fondy.[12] Zde je naopak typické, že jejich základ (fundus) tvoří majetek určený k určitému účelu, podstatná je věcná složka.
3. smíšené útvary, zejména ústavy[13] (a přetrvávající obecně prospěšné společnosti[14]). V nich je osobní i věcná složka propojena, ústav nemá členy jako korporace, ale zaměstnance, a majetek ústavu není tak chráněn jako u fundací.

Za právnickou osobu se v oblasti soukromého práva považuje i stát. Právnickou osobou naopak není společnost nebo tichá společnost, protože ty jsou jen obligačním poměrem mezi účastníky smlouvy.

### Příklady právnických osob
- obchodní společnost
  - evropská společnost (Societas Europaea)
  - akciová společnost
  - společnost s ručením omezeným
  - veřejná obchodní společnost
  - komanditní společnost
  - státní podnik
  - národní podnik
- družstvo
- společenství vlastníků jednotek
- spolek
- nestátní nezisková organizace
  - obecně prospěšná společnost
  - nadace a nadační fond
  - církev a náboženská společnost
  - evidovaná právnická osoba (např. orgán církve, řeholní řád, farnost, účelové zařízení pro charitu)
  - svaz církví a náboženských společností
- veřejnoprávní právnické osoby
  - stát (organizační složky státu nejsou samostatnými právnickými osobami, ale mají v některých ohledech obdobné postavení jako právnické osoby)
  - kraj
  - obec
  - svazek obcí
  - příspěvková organizace
  - státní fond
  - vysoká škola
  - veřejná výzkumná instituce
  - veřejnoprávní instituce (např. ČT, ČRo, ČTK)